# Liste des municipalités d'Aguascalientes

Armoiries de l'État d'Aguascalientes

L'État mexicain d'Aguascalientes comprend 11 municipalités et sa capitale est Aguascalientes.

## Liste des municipalités et des codes INEGI associés
Le code INEGI complet de la municipalité comprend le code de l'État - 01 - suivi du code de la municipalité. Exemple : Aguascalientes = 01001. Chaque municipalité comprend plusieurs localités portant leur propre code. Ainsi, pour le chef-lieu de la municipalité, Aguascalientes = 010010001.

État d'Aguascalientes

Carte géographique avec les municipalités de l'État d'Aguascalientes.

| Code INEGI | Municipalité              | Chef-lieu de la municipalité |
| ---------- | ------------------------- | ---------------------------- |
| 001        | Aguascalientes            | Aguascalientes               |
| 002        | Asientos                  | Asientos                     |
| 003        | Calvillo                  | Calvillo                     |
| 004        | Cosío                     | Cosío                        |
| 005        | Jesús María               | Jesús María                  |
| 006        | Pabellón de Arteaga       | Pabellón de Arteaga          |
| 007        | Rincón de Romos           | Rincón de Romos              |
| 008        | San José de Gracia        | San José de Gracia           |
| 009        | Tepezalá                  | Tepezalá                     |
| 010        | El Llano                  | Palo Alto                    |
| 011        | San Francisco de los Romo | San Francisco de los Romo    |